# Sénatus-consultes sous Napoléon III
Après le coup d'État du 2 décembre 1851, l'architecture institutionnelle napoléonienne est remise en place en France. Le pouvoir exécutif, détenu par l'empereur Napoléon III (souverain de 1852 à 1870), soumet le pouvoir législatif en le divisant entre deux chambres :
- le Corps législatif, où les députés ne disposent pas de l'initiative des lois, celle-ci étant réservée à l'Empereur (pendant l'Empire autoritaire) ;
- le Sénat, dont les membres sont de droit (cardinaux, généraux, amiraux, etc.) ou nommés à vie par l'empereur.

Cette dernière institution peut voter des sénatus-consultes, actes ayant valeur de loi, pour adapter les institutions et modifier la Constitution de 1852.
Initialement utilisés pour fonder et renforcer le caractère impérial et autoritaire du régime, les sénatus-consultes finissent par servir l'évolution du régime vers un « empire libéral » à partir des années 1860 en donnant plus de droits au Parlement.

## Liste des sénatus-consultes votés sous le Second Empire (1852-1870)

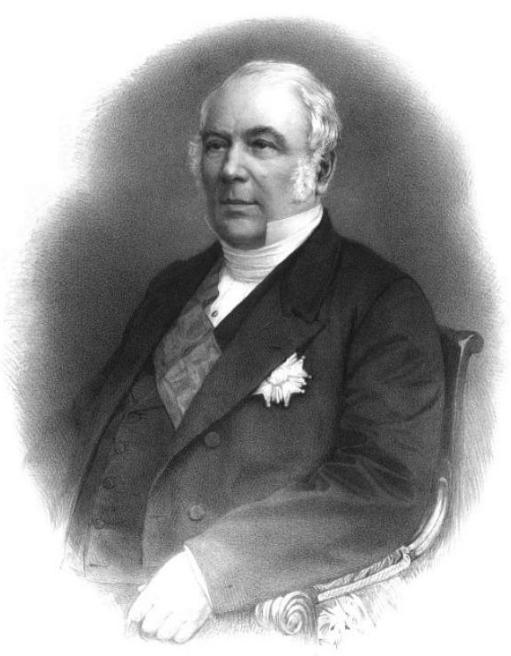
Raymond-Théodore Troplong, rapporteur du sénatus-consulte du 7 novembre 1852, président du Sénat de 1852 à 1869.

### Sénatus-consultes accompagnant la mise en place du régime impérial (1852)
7 novembre 1852 : la Constitution républicaine du 14 janvier 1852 est modifiée pour rétablir la dignité impériale en faveur de Louis-Napoléon Bonaparte (Napoléon III). Ce sénatus-consulte est ratifié par un plébiscite.
12 décembre 1852 : la liste civile de l'empereur et la dotation de la couronne sont définies.
25 décembre 1852 : l'empereur reçoit des pouvoirs supplémentaires (droits de grâce et d'amnistie, droit de présider le Sénat et le Conseil d'État), tandis que plusieurs points de la Constitution sont modifiés afin d'affirmer le caractère monarchique des institutions. Les indemnités des sénateurs et des députés sont fixées. Le serment de fidélité que doivent prêter les ministres, parlementaires, officiers, magistrats et fonctionnaires est reformulé. D'autres articles légifèrent sur des points secondaires (statut de prince français, traités de commerce, travaux d'utilité publique…).
3 mai 1854 : organisation des colonies de Guadeloupe, Martinique et de La Réunion.

### Sénatus-consultes d'importance variable sous l'empire autoritaire (1856-1858)
23 avril 1856 : le rôle de l'administrateur de la dotation de la couronne est précisé.
17 juillet 1856 : les conditions d'une régence sont fixées au profit de l'impératrice (Eugénie de Montijo).
27 mai 1857 : un article de la Constitution est modifié pour créer un siège de député supplémentaire dans les départements de plus de 17 500 électeurs.
17 février 1858 : dans le cadre de la répression du mouvement républicain consécutive à l'attentat d'Orsini, les candidats aux élections législatives sont désormais obligés de signer et de déposer en préfecture une version écrite du serment de fidélité à l'empereur.

### Sénatus-consultes marquant l'évolution libérale du régime (années 1860 jusqu'en 1870)
2 février 1861 : un article de la Constitution est modifié pour autoriser la reproduction et la diffusion des débats du Corps législatif.
31 décembre 1861 : le Corps législatif peut désormais voter le budget par chapitres et mettre ainsi en cause la gestion de tel ou tel ministre.
22 avril 1863 : organisation des statuts fonciers en Algérie, découpage des terres selon divers types de propriété.

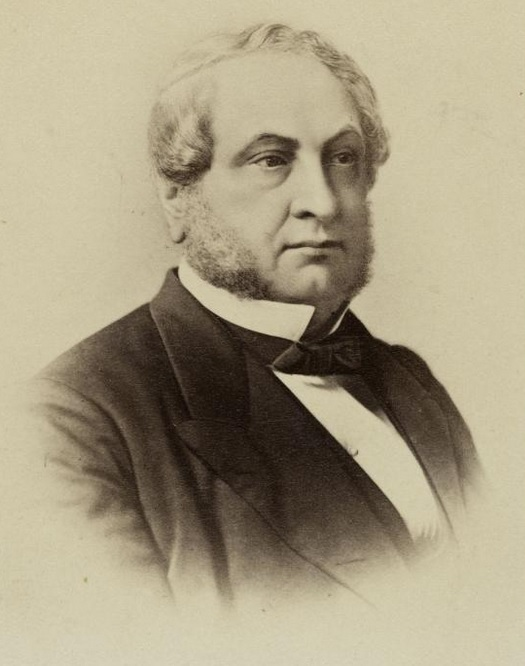
Eugène Rouher était un pilier de l'empire autoritaire, mais c'est sous sa présidence du Sénat (1869-70) que s'achève la transformation du régime en empire libéral.

14 juillet 1865 : pour l'Algérie, le statut « indigène » des musulmans et israélites est défini, de même que les conditions de naturalisation (au moins trois ans de résidence) des résidents étrangers.
18 juillet 1866 : les discussions concernant la Constitution ne peuvent avoir lieu qu'au Sénat. Les articles de la Constitution concernant la durée des sessions du Corps législatif (auparavant fixée à trois mois, elle est désormais fixée par décret impérial) et l'élaboration des amendements des projets de loi (désormais, les amendements rejetés par le Conseil d'État peuvent bénéficier d'un nouvel examen si les députés le demandent) sont modifiés.
14 mars 1867 : l'article de la Constitution déterminant les conditions de refus de promulgation d'une loi est modifié. Désormais, une nouvelle délibération du Corps législatif peut être demandée par les sénateurs avant de se prononcer définitivement, ce qui crée une forme de navette parlementaire.
8 septembre 1869 : la Constitution est modifiée dans un esprit plus libéral et parlementariste, notamment après l'interpellation des 116. L'initiative des lois, auparavant réservée à l'empereur, est désormais partagée avec le Corps législatif.
20 avril 1870 : les ministres sont désormais responsables devant le Parlement. Ce sénatus-consulte est ratifié par le plébiscite du 8 mai 1870.
21 mai 1870 : la nouvelle Constitution affirme la transformation libérale et parlementaire du régime.